# 菅おろし

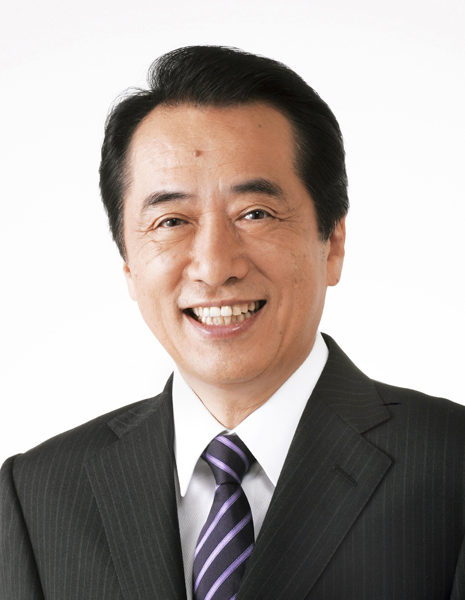
菅直人

菅おろし（かんおろし）は、2011年（平成23年）に起こった、主として民主党内における菅直人内閣総理大臣への退陣要求。

## 経緯

### 民主党内の対立と野党からの批判
菅直人内閣下の民主党は、消費税引き上げ検討を掲げるなどのマニフェストの見直し、陸山会事件で刑事訴訟の対象となった小沢一郎元民主党代表の処遇問題で、党内対立が深まっていた。2010年9月の民主党代表選挙で菅が再選された後も、党内対立は根強く残った。
同年の第22回参議院議員通常選挙の結果、参議院で与党が過半数割れのねじれ国会となり、民主党は衆議院での3分の2以上の議席の獲得、あるいは参議院での過半数の議席の回復を目指して、各野党と交渉を行なった。しかし政策修正の問題で折り合いがつかなかった上に、参院選敗北の責任者である菅が首相に居座ったことが大きく響き、公明党、社会民主党、たちあがれ日本、自由民主党といずれも交渉に失敗した。
また民主党の衆議院議員16人が民主党政権交代に責任を持つ会（民主会派離脱届組）を結成して民主党会派離脱を表明、松木謙公農林水産大臣政務官が菅政権の政権運営に反発して辞任、佐藤夕子が地方選挙で減税日本の候補を応援するために民主党に離党届を提出するなど、民主党の国会議員の党執行部離れを印象づけるできごとが発生した。

### 震災対応と統一地方選挙の敗北
2011年3月11日に発生した東北地方太平洋沖地震（東日本大震災）により、与野党はひとまず政治対立を休戦した。しかし震災への対応、また翌4月の統一地方選挙での民主党の敗北や愛知6区補欠選挙の不戦敗などで、菅内閣が批判され始めるようになる。
5月19日付『読売新聞』に西岡武夫参議院議長が菅に退陣勧告をする寄稿が掲載された。与党出身であり中立的な立場の議長が首相退陣を迫ったのは異例のこととして注目された。また5月20日に、中間派と目されていた横粂勝仁衆議院議員が民主党に離党届を提出するに至った。

## 内閣不信任決議案

### 問題点
野党のなかから内閣不信任決議案の提出が模索されていたが、以下の問題点が存在した。
- 与野党一致で震災対応が急務である中で、野党が内閣不信任案を出しづらいこと。
- ポスト菅について衆目の一致する政治家がいないこと。
- 民主党反執行部の中心人物と目される小沢一郎は刑事被告人であることから、内閣不信任案提出が小沢との協調姿勢と見られてマイナスになりやすいこと。
- 民主党内の反菅勢力の議員の多くは、野党第一党の自民党と政策理念が合わず、不信任案に賛成した民主党議員と自民党とが協力し難いこと。
- 野党第一党の自民党執行部は2000年の加藤の乱の不信任造反計画者が中心[6]であり、与党議員が内閣不信任票を投ずることの難しさを身をもって知っており、提出しづらいこと。

### 提出
しかし5月に入り、菅民主党執行部に不満を持っている反主流派の民主党議員から不信任案賛成者を集めているとして、不信任案提出を極秘に依頼された自民党派閥領袖が、党執行部に早期提出をうながす。また公明党も早期提出を求めてくる。国対のプロであり慎重派であった大島理森自民党副総裁は、早期提出に転じた。与党執行部からの造反への切り崩し工作や国会会期の大幅延長、第2次補正予算提出など、審議をする口実が出てきて不信任案が提出しにくくなる懸念が生じたため、谷垣禎一自民党総裁は不信任案提出を決意する。
5月末、自民党と公明党は菅内閣への不信任案提出の方針を決定した。5月31日の衆議院東日本大震災復興特別委員会で、大島自民党副総裁が首相の資格を批判した。6月1日の党首討論で、谷垣自民党総裁や山口那津男公明党代表が首相に退陣を迫った後、自民党と公明党、たちあがれ日本が三党合同で内閣不信任決議案を提出した。
野党の不信任要求の理由は主に、菅が首相としての資質に欠けるという点にあった。また被災地の選挙期日を延期する特例法が制定されるなど、被災地で選挙事務が困難である状況や、最高裁判所が衆院選挙区区割りで一票の格差について違憲状態であるとの判決を出していたため、野党は解散総選挙は要求せず、首相交代を求めたものであった。
いっぽうで、与野党協議中の復興基本法案が成立していなかったことや、震災対応の時期で与野党の一致協力が望ましいことから、マスコミからは不信任案の提出時期に批判的意見も出た。

### 可決見込み
これに対し、小沢グループにおいて不信任案への賛成の動きが出て、小沢事務所に71人が集まる。
さらに政務三役のなかから、小沢一郎に近いとされる鈴木克昌総務副大臣、三井辨雄国土交通副大臣、東祥三内閣府副大臣、樋高剛環境大臣政務官、内山晃総務大臣政務官の計5人が内閣に辞表を提出し、有力政治家である鳩山由紀夫前首相や原口一博前総務大臣らも賛同し、可決の可能性が高まってきた。
いっぽうで民主党執行部は、不信任決議案に賛成・棄権するなどの造反した議員への除名などの処分、被災地の選挙事務問題や衆院選選挙区の違憲状態を無視して解散総選挙に踏み切る可能性、さらに2005年衆院選の自民党のように造反した議員への刺客候補の擁立に言及するなどして、不信任案の賛成拡大や可決を警戒した。

### 菅・鳩山合意
鳩山は、党内分裂を避けつつ菅を円満に退陣させるために、6月2日の不信任案採決前に菅との会談を行なった。
その上で、以下の確認文書（鳩菅覚書）を締結した。
- 一、民主党を壊さないこと
- 二、自民党政権に逆戻りさせないこと
- 三、大震災の復興並びに被災者の救済に責任をもつこと
  - ①東日本大震災復興の基本方針及び組織に関する法律案（復興基本法案）の成立
  - ②第二次補正予算の早期編成のめどをつけること

さらに鳩山によると、この会談において「復興基本法案と第二次補正予算の早期編成のメドをつけること」で首相辞任を求め、菅は了承したとされる。
この合意はすぐに、不信任案採決直前である民主党代議士会で、鳩山の発言によって公開された。
ただし確認文書に菅のサインがないこと、確認文書の文言には作成日付や退陣の文言もないこと、確認文書は内容が政権の維持が1番目と2番目、震災復興が3番目と、優先順位がおかしいことなどが、のちに世間から問題視された。

### 民主党代議士会
6月2日昼の不信任案採決前に行われた民主党代議士会で、菅は「私に不十分なところがあったことが、こういうときに不信任案が出されたことになったと思う。皆さんにご迷惑をおかけしたことをあらためておわびしたい」と陳謝し、「私は皆さんと共に3つの目標に取り組んで行動していく。1つは原発事故の収束や震災の復旧に向けて全身全霊をあげて最大限の努力をする。2つめはこの民主党を決して壊さない、壊してはならない、そういう観点に立って行動する。そして3つめに今の我が党中心の政権を自民党に戻すことがないようにしっかり対応することを行動の基本において進めていく」と菅・鳩山確認文書の事項について優先順位を変えて言及し、その中で「一定のメドがついた段階で、若い世代のみなさんにいろいろな責任を引き継いでいただきたいと考えている」と表明し、不信任案を否決するよう呼びかけた。
ただ、この時の発言で菅は退陣を約束した菅・鳩山会談の存在を公にせずに「若い世代に責任を引き継ぐ」という言葉に留めて「首相辞任」に関する直接的言及を避ける一方で、菅・鳩山会談には出てこなかった福島原発事故対応にも言及した。またその後に菅が重要法案と位置づけた再生可能エネルギー法案について、代議士会では一切言及しなかった。
その後、鳩山は「代議士会の直前に菅首相と官邸で30分ほど会談した。復興基本法を成立させる。2011年度第2次補正予算の編成のめどをつけていただく。その暁にご自身の身をお捨て願いたいと申し上げ、菅首相と鳩山との間で合意した」と、菅・鳩山会談では言及されなかった福島原発事故対応にはコメントをせず言外に否定した上で、代議士会直前に行われた菅・鳩山会談の合意内容を明かした。全民主党衆議院議員の面前だけでなく、生中継しているテレビカメラも入る衆人環視のなかで鳩山が公言した首相辞任条件に対し、菅は何も反論をしなかった。
また原口も、菅と福島原発事故の放射能問題で一定の合意ができたとして、菅の演説を理解する演説を行った。
首相周辺がマスコミに「早期首相辞任」という情報を流していたことや、鳩山が菅との早期退陣約束を公にしたことで、テレビ局の速報や新聞の号外で「菅首相早期辞任」のニュースが駆け巡る。そして、有力議員が続々と菅の決断を評価したことで、内閣不信任決議案の否決に傾いていく。
賛成方針を固めていた小沢グループは対応を検討した。小沢は「辞任の言質」を取ったことを理由に、小沢自身は欠席を決め、グループとしては自主投票とすることとなった。

### 造反鎮静化と否決
6月2日、菅内閣不信任決議案が採決された。賛成したのは自民党、公明党、たちあがれ日本、みんなの党で、反対したのは民主党、国民新党であった。日本共産党と社会民主党は「信任することはできないが、自公の党利党略には与しない」として欠席した。民主党の造反も当初の予想に反して、賛成2人、欠席・棄権15人と少数に留まった。また、不信任採決以前に離党届が受理され、現執行部から直接処分を下される心配のない与党系無所属からは、中島正純が不信任票を投じ、また石川知裕と佐藤夕子が棄権をし、土肥隆一は信任票を投じた。
採決の結果、賛成152票、反対293票となり、不信任案は否決された。
なお造反した2人の民主党国会議員（横粂勝仁、松木謙公）は、翌3日に除籍処分となった。また13日の民主党の役員会で欠席・棄権した当選2回以上の議員5人と当選1回目の議員のうち、平成23年度予算案の衆議院採決を欠席した3人の計8人に対しては党員資格停止3ヶ月の処分、残りの当選1回目の議員5人に対しては厳重注意の処分となった。残りの2人については、医師の診断書を提出した正当な欠席であるため処分はされなかった。内閣に辞表を提出した5人は、棄権した内山晃総務政務官を除いた4人の辞表が撤回され、職務に復帰した。

## 内閣不信任否決後

### 続投宣言と菅批判の再燃
しかしその後、退陣の時期について民主党幹部は「（首相の言葉に）退陣や辞任という言葉は使っていない」と早期辞任を否定し、菅が「原発事故が第2ステージに入った頃（東電の工程表では最短でも2012年1月）」を視野にした発言をした。また菅や民主党幹部から2011年12月または2012年1月まで会期延長することで通年国会にするといった言及もあり、一事不再議の原則から内閣不信任案を2011年12月または2012年1月まで採決できないようにする延命工作が浮上した。いっぽうで、代議士会でのやり取りを早期退陣の言質と受け取った鳩山など、一時は不信任案に賛成しようとした民主党議員を中心に早期退陣を求める声が噴出した。
一時は不信任案に賛成しようとした民主党議員からは、菅を早期退陣に追い込む動きに出て、中間派だけでなく党幹部や閣僚など菅を支えてきた勢力にも早期辞任論が拡大するなど、民主党内の対立は再び激化した。反主流派は民主党規約第6条第2項・第7条第2項・第7条第3項などを念頭に、党所属の国会議員の3分の1以上の賛成で両院議員総会の開催を求め、両院議員総会での過半数の議決により、代表解任規定にもとづいて菅から民主党代表権限を剥奪する案が浮上した。

### 菅首相と民主党執行部との対立
こうした内外での早期退陣論の高まりにもかかわらず、菅は通常国会の会期を大幅に延長して2次補正予算案の成立を目指すなど「一定のめどがつくまで」早期退陣しない考えを強調し続けた。そのため野党は強く反発し、「世間の空気と違う」（岡田幹事長）「かえって（2次補正予算案が）遅れる」（渡部恒三最高顧問）「延長してもどうにもならない」（平田健二参院幹事長）など、民主党内からも冷ややかな反応があった。菅の進退をめぐっては、6月21日以降に行われる民主党の両院議員総会がヤマ場となると報じられ、政権内や与野党間で大連立の可能性を含めた首相の退陣時期を巡る駆け引きが激化した。
こうした動きのなかで、当初2次補正予算案として行われる予定だった復興策を盛り込む大型補正は「3次補正予算案」となり、小型の追加補正として2次補正予算案が提出されることとなった。民主党執行部は2次補正予算案と財源の担保となる特例公債法案を首相の退陣条件として、6月22日に会期末となる第177通常国会の延長と審議への協力を野党に求め、6月21日に民主・自民・公明の3党による通常国会を50日間延長して2次補正予算案と特例公債法案を成立させる、3次補正予算案は「新内閣」が次期臨時国会で提出するとした合意が成立した。
しかし退陣時期の明示を嫌がる菅が3党合意を拒否したため、会期の70日間延長と特例公債法案に加えて、6月2日の代議士会では一度も言及しなかった再生可能エネルギー法案について「早期の審議・採決に協力」、3次補正予算案を「新体制」で行うとの方針が菅と岡田の会談で合意された。結果、21日の3党合意で出ていた与野党協調ムードは吹き飛び、首相の退陣を明確化していない「新体制」の文言にも批判が集まった。
以上のことを受け、岡田克也民主党幹事長、仙谷由人民主党代表代行、玄葉光一郎民主党政調会長、安住淳民主党国会対策委員長、輿石東民主党参院議員会長ら民主党幹部5人に、枝野幸男官房長官を加えた「6人組」を中心とする民主党政権幹部6人は、菅批判を強めることになる。

### 両院議員総会
2011年6月28日に民主党両院議員総会が開かれた。民主党代表として出席した菅は冒頭で登場し、「2次補正予算案と特例公債法案と再生可能エネルギー法案の成立が一定のメドである」と発言し、6月2日の代議士会では一切言及されなかった再生可能エネルギー法案を取り上げた。また「エネルギー政策をどのような方向に持っていくのかというのは、次期国政選挙でも最大の争点になる」と発言し、原子力エネルギーを争点とした解散総選挙の可能性を否定しなかった。
演説した菅はすぐに退場し、その後は民主党執行部が、反主流派議員から菅民主党の方針についての批判を浴びることになった。しかし、民主党代表解任動議は提出されることなく、菅の代表続投となった。

### 第177回通常国会中の内閣不信任の再提出案
2011年6月2日に否決された菅内閣への不信任決議案は、一事不再議により第177回通常国会の会期末の8月31日まで採決できないと考えられている中で、石破茂自民党政調会長は以下の点から事情変更の原則にもとづいた一事不再議の例外として、第177回通常国会中の菅内閣への不信任決議案の2回目の採決はできると主張した。
- 6月2日の菅の民主党代議士会での発言を多くの議員が「退陣表明」と受け止めた後の内閣不信任案の信任票の投票は、錯誤による意思表示であること。
- 6月27日以降の小幅人事や大臣交代など、内閣が変質していること
  - 復興担当大臣や原子力担当大臣等の新大臣創設
  - 行政刷新大臣の退任と、官房長官による行政刷新大臣の兼務
  - 環境大臣の退任と、法務大臣による環境大臣の兼務
  - 6月27日の就任から9日後の7月5日に復興担当大臣の交代

西岡武夫参議院議長は「2回目の内閣不信任案採決は可能」との認識を示した。これに対し川端達夫衆院議運委員長や安住淳民主党国対委員長は「2回目の内閣不信任案採決」に否定的見解を示した。渡辺喜美みんなの党代表は、内閣信任案の提出であれば「一事不再議には当たらない」との見解を示し、信任案を上程した上で否決に持ち込むことを提案した。小沢一郎は7月28日の記者会見で「提出者と理由が違えば一事不再議に反するものではない」との見解を示した。記者会見での一連の発言は、民主党として不信任案を提出することを促したものとされる。

### 退陣

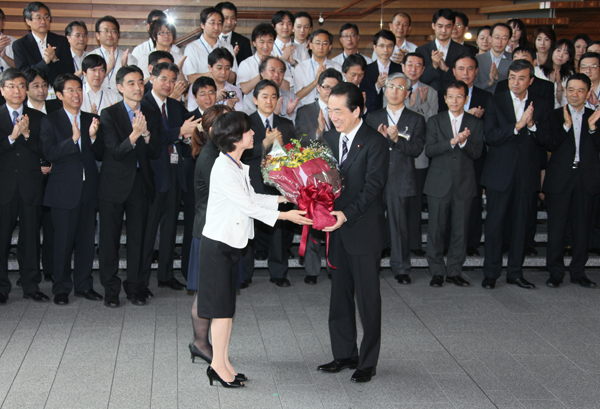
内閣総辞職に際して花束を贈呈される菅

その後、菅が主張していた2次補正予算案、特例公債法案や再生可能エネルギー特別措置法案に賛成する条件として「菅首相の退陣」を野党が求めた。菅は予算・法案の成立のためそれを受け入れ、2011年8月26日に菅は正式に退陣を表明した。

## 会派ごとの動向

### 賛成
民主党・無所属クラブ 2
- 松木謙公、横粂勝仁

自由民主党・無所属の会 118
- 無所属の中村喜四郎を含む全議員

公明党 21
- 全議員

みんなの党 5
- 全議員

たちあがれ日本 2
- 全議員

国益と国民の生活を守る会 1
- 城内実

無所属 3
- 衛藤征士郎、中島正純、鳩山邦夫

### 棄権・欠席
民主党・無所属クラブ 15
- 石原洋三郎、内山晃、小沢一郎、太田和美、岡島一正、笠原多見子、金子健一、川島智太郎、木内孝胤、黒田雄、古賀敬章、瑞慶覧長敏、田中眞紀子、三宅雪子、三輪信昭

日本共産党 9
- 全議員

社会民主党・市民連合 6
- 全議員

国益と国民の生活を守る会 1
- 小泉龍司

無所属 2
- 石川知裕、佐藤夕子

### 反対
民主党・無所属クラブ 288
- 賛成または棄権・欠席した17人以外の議員

国民新党・新党日本 4
- 全議員

無所属 1
- 土肥隆一

※賛成152、棄権・欠席33、反対293。合計478（欠員1、議長は投票せず）。

## 民主党内の処分

### 除籍
松木謙公、横粂勝仁

### 3カ月の党員資格停止
小沢一郎、田中眞紀子、内山晃、太田和美、岡島一正、川島智太郎、笠原多見子、三輪信昭

### 厳重注意
石原洋三郎、金子健一、木内孝胤、黒田雄、瑞慶覧長敏

### 処分なし
古賀敬章、三宅雪子